# Laura Sophia Landauer

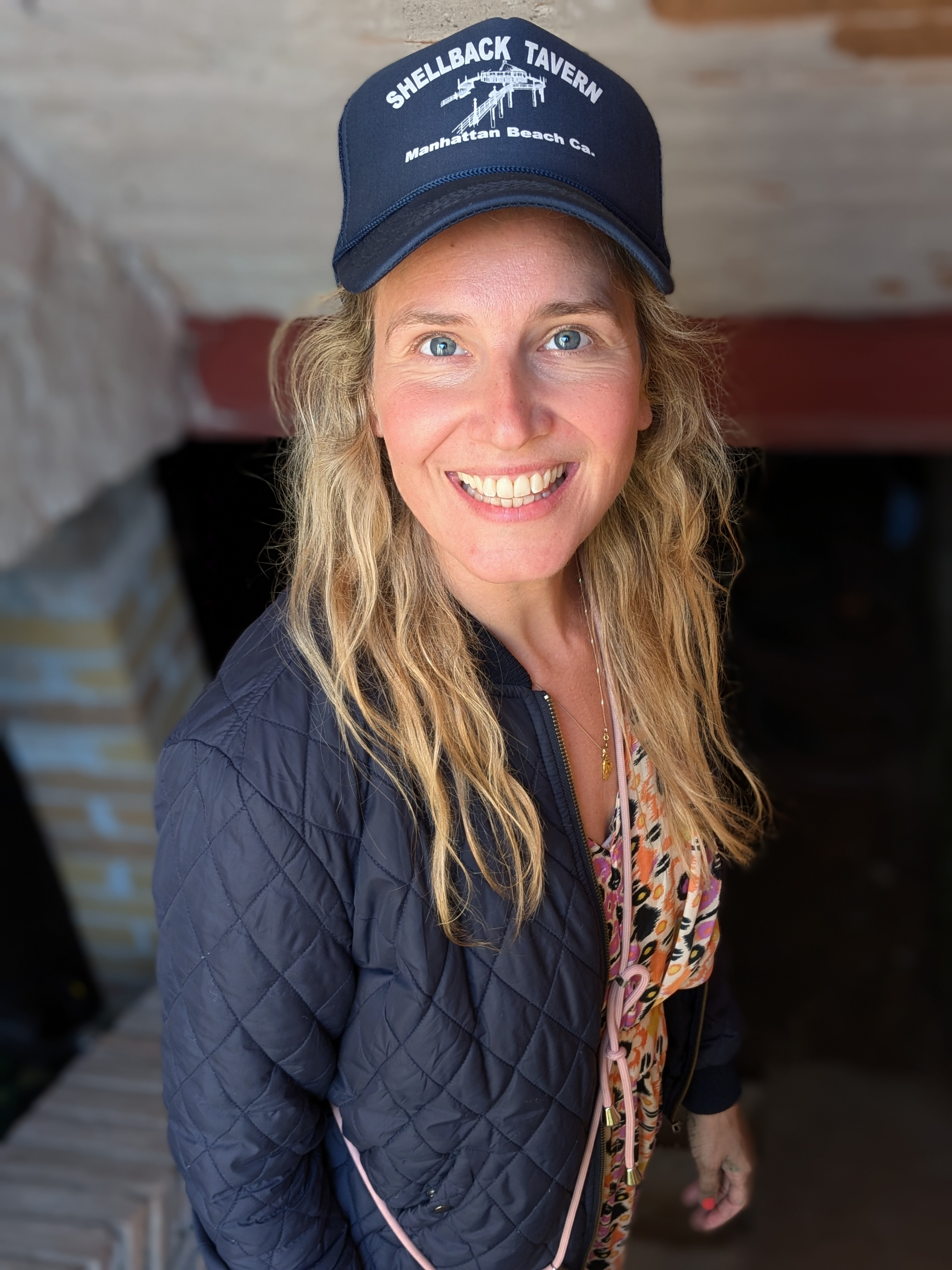
Laura Sophia Landauer (2024)

Laura Sophia Landauer (* 1983 in Stuttgart) ist eine deutsch-brasilianisch-österreichische Schauspielerin und Synchronsprecherin.

## Leben
Landauer absolvierte ihre Schauspielausbildung an der Schule für Schauspiel in Hamburg und lebt in Berlin. Sie ist bekannt aus dem Mehrteiler Das Weiße Haus am Rhein und dem Film Louis van Beethoven. Sie gehört zur Kernbesetzung des Spielfilms Yunan des syrischen Filmemachers Ameer Fakher Eldin, in dem sie die Rolle der „Sarah“ spielt.
Als Synchronstimme ist sie unter anderen in Serien wie How I Met Your Father, Big Little Lies, American Horror Story, Orange Is the New Black und Shameless zu hören.

## Hörspiele (Auswahl)
- 2022: Niki Stein, Tatiana Nekrasov: Streife (Jenny, Kollegin von Rebecca / Verkäuferin Bahnhof / Werbestimme Supermarkt / Nora (Andrés Frau) / Imbissfrau) – Regie: Niki Stein ( Original-Hörspiel – SWR)[2]